# Afrocarpus gracilior
Afrocarpus gracilior är en barrträdart som först beskrevs av Pilg., och fick sitt nu gällande namn av Christopher Nigel Page. Afrocarpus gracilior ingår i släktet Afrocarpus och familjen Podocarpaceae. IUCN kategoriserar arten globalt som livskraftig. Inga underarter finns listade i Catalogue of Life.

## Bildgalleri

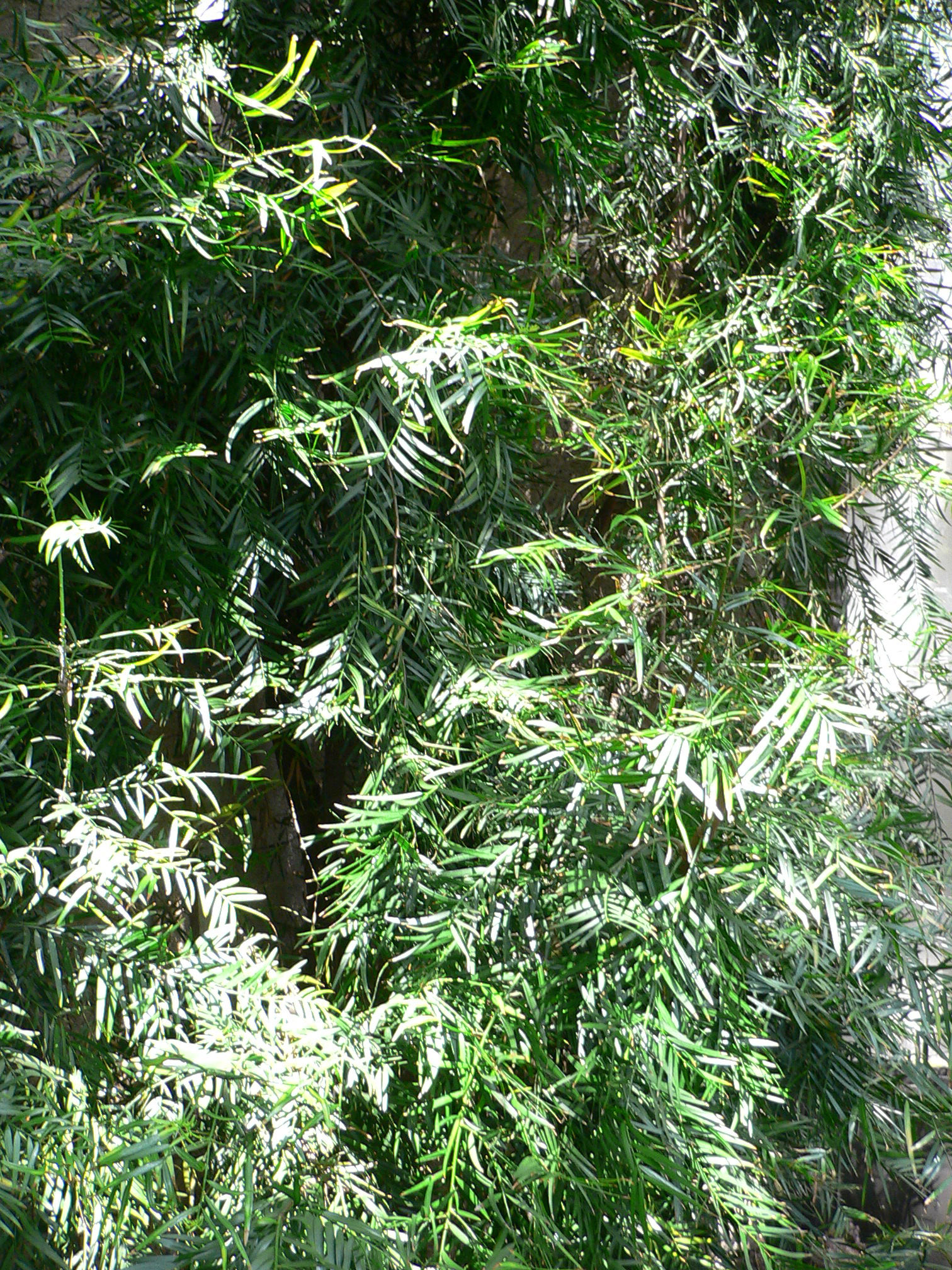
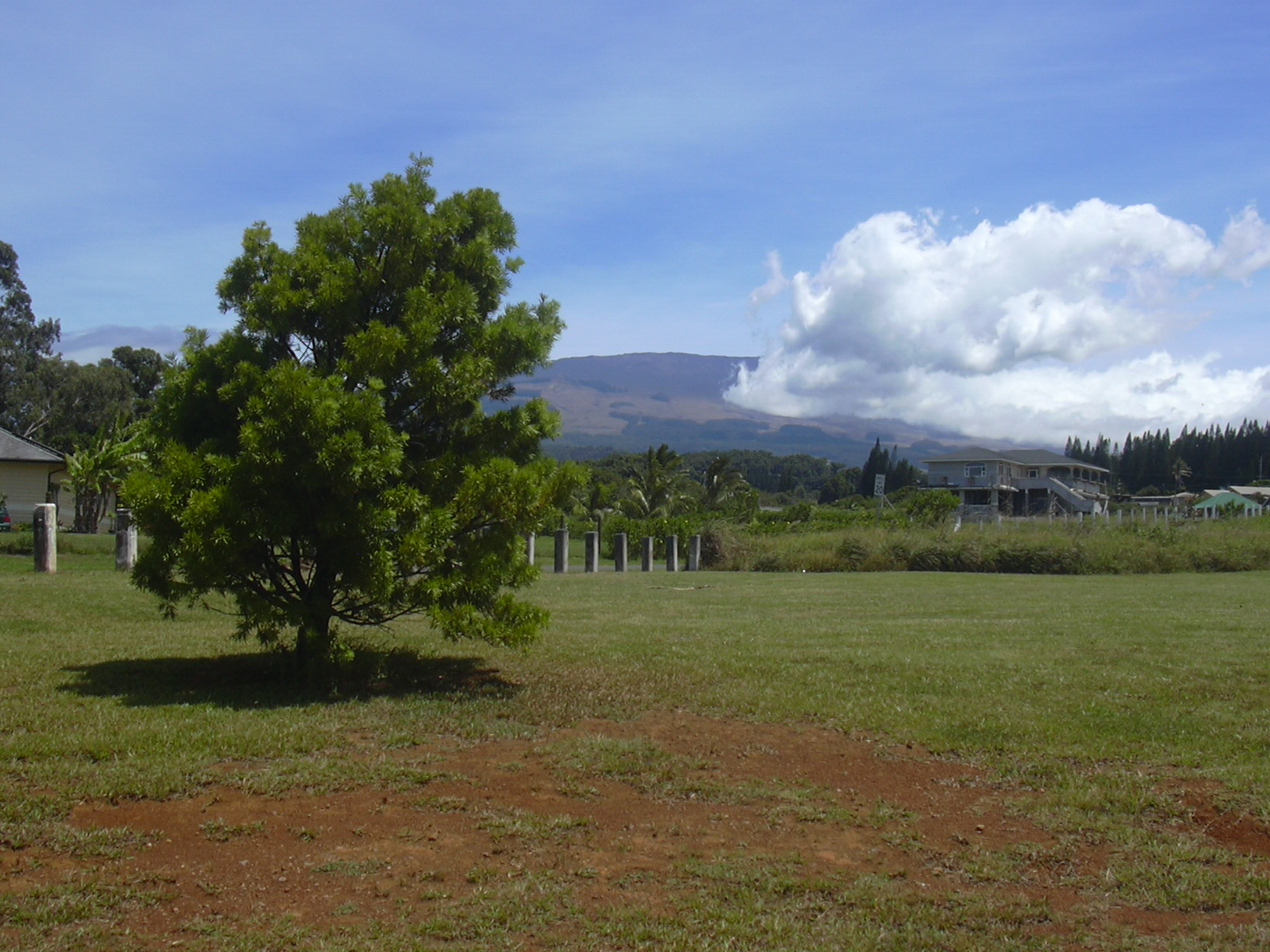
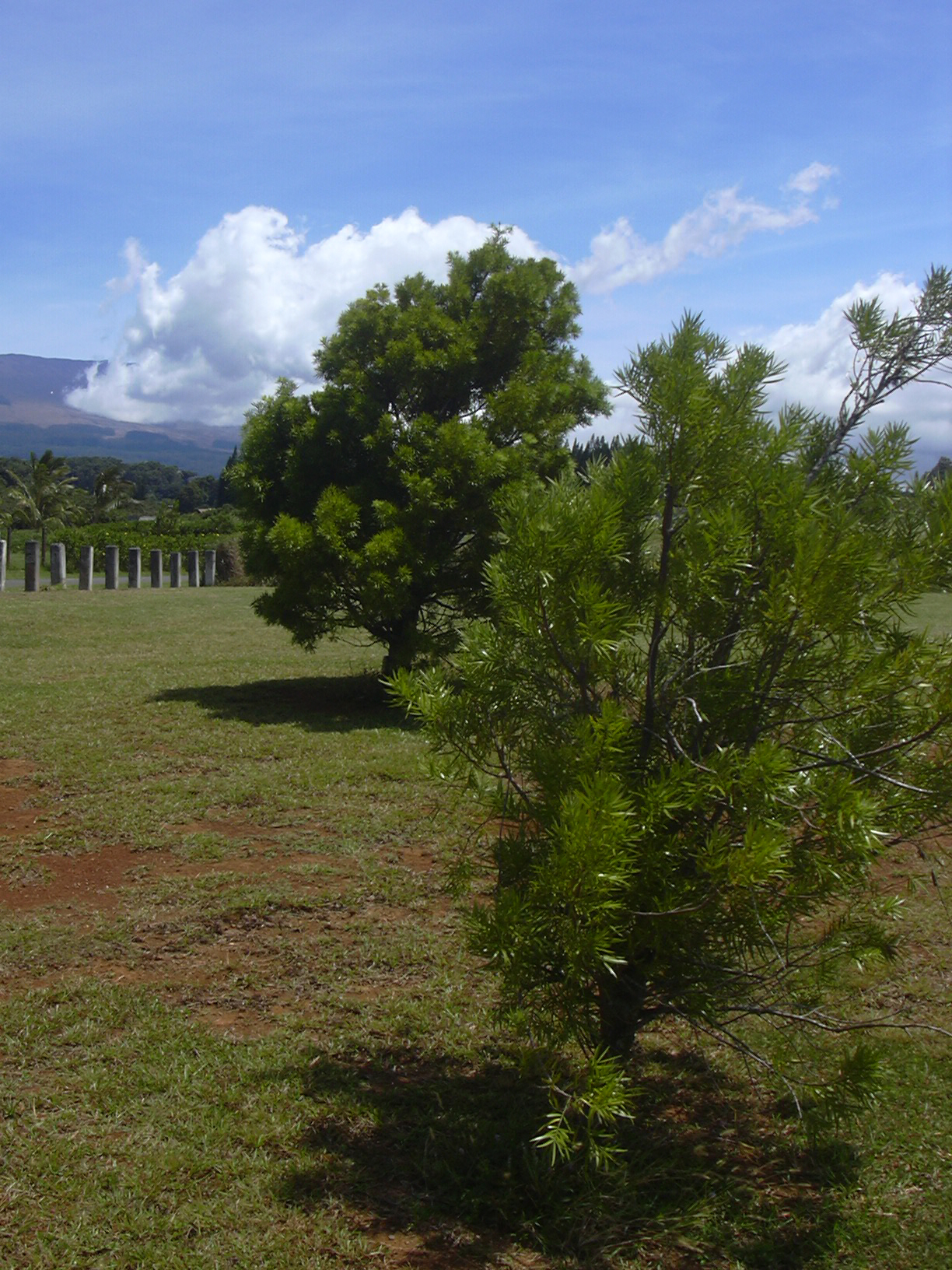
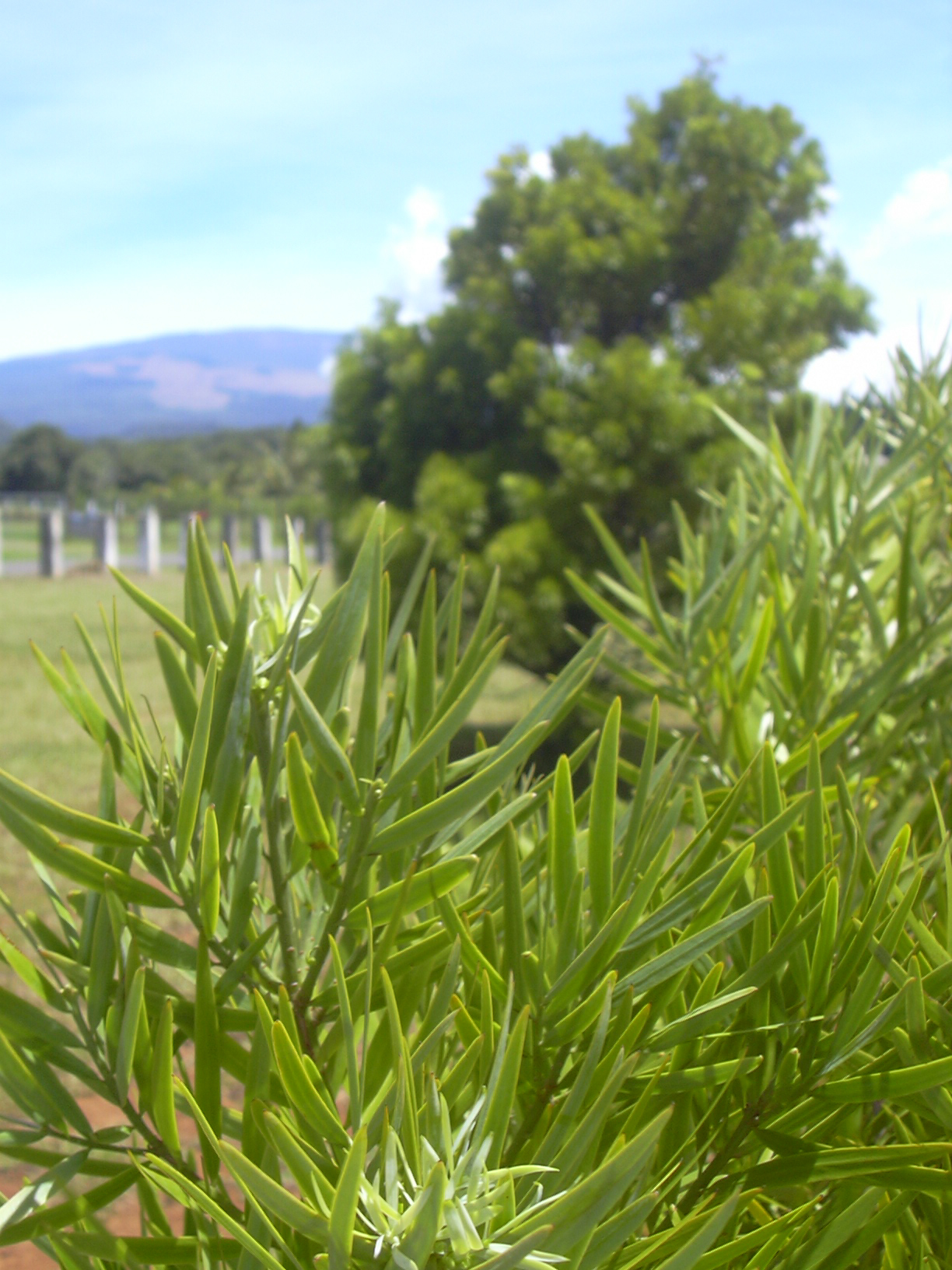
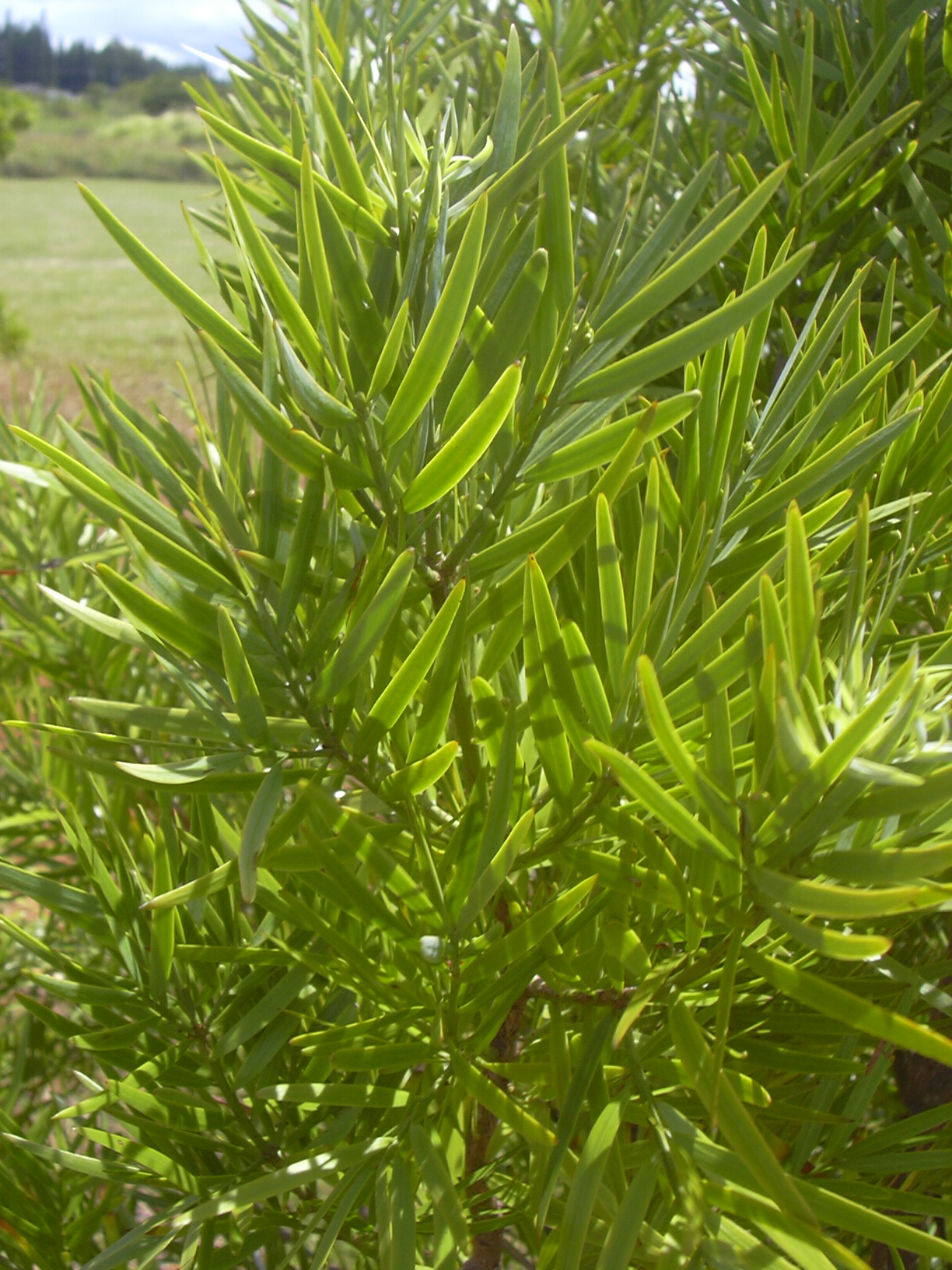
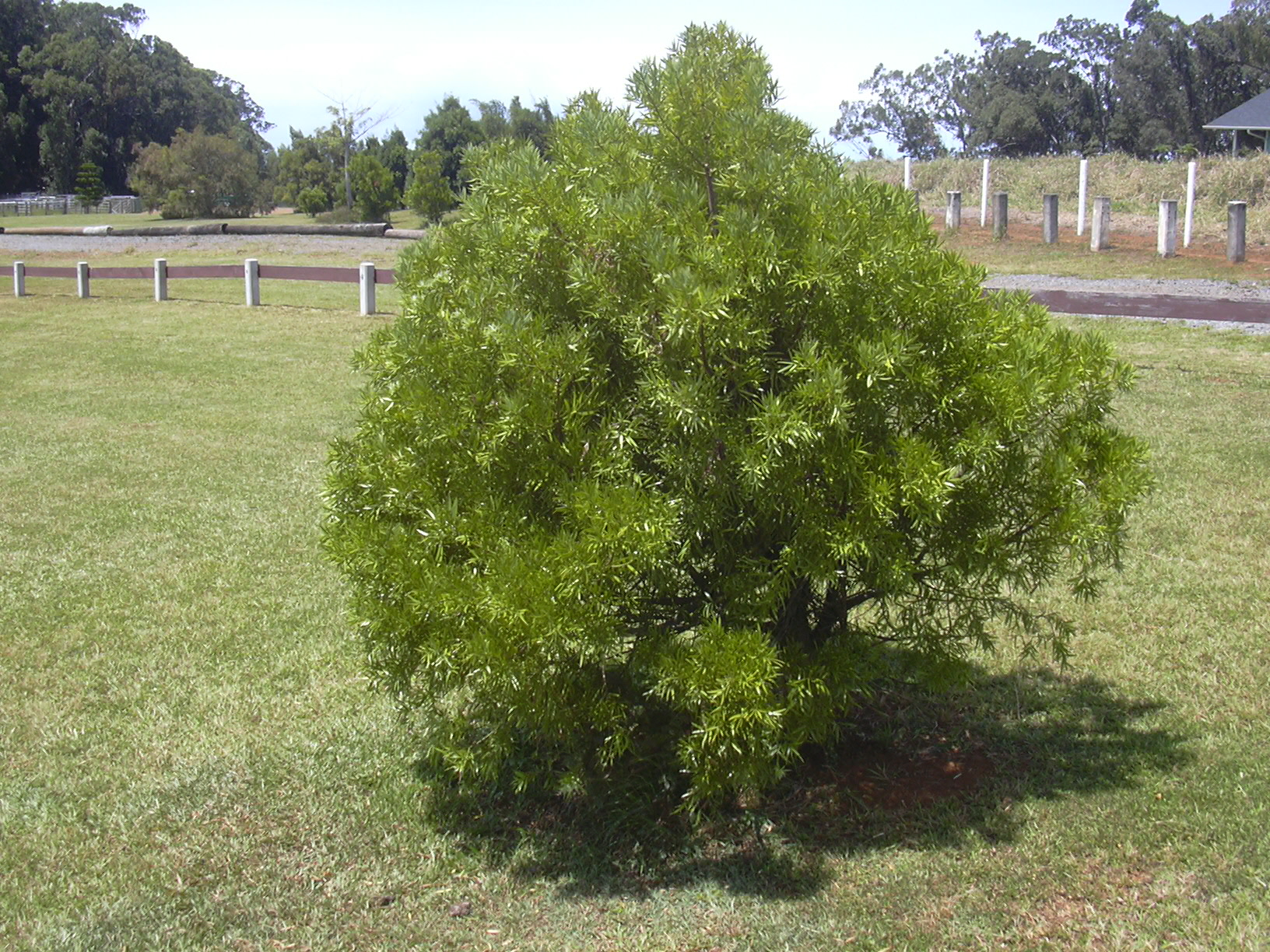